# Ariarne Titmus
Ariarne Elizabeth Titmus OAM (* 7. September 2000 in Launceston, Tasmanien) ist eine australische Schwimmerin, Weltrekordlerin und Olympiasiegerin, die sich auf die mittleren Freistilstrecken spezialisiert hat. Im Jahr 2015 zog sie mit ihrer Familie von Tasmanien nach Queensland.
Bei den Kurzbahnweltmeisterschaften 2018 in Hangzhou stellte Titmus bei ihrem Sieg über 400 m Freistil mit 3:53,92 min einen neuen Weltrekord auf. Zudem wurde sie über 200 Meter Weltmeisterin. Bei den Weltmeisterschaften 2019 in Gwangju gewann sie die Titel über 400 Meter, wo sie die Favoritin Katie Ledecky bezwang, und mit der australischen 4-mal-200-Meter-Freistilstaffel. Zwei Jahre später bei den Olympischen Spielen 2020 in Tokio bezwang sie Ledecky erneut und gewann so olympisches Gold über 400 m Freistil mit einer neuen persönlichen Bestzeit von 3:56,69 min. Über die 200 m Freistil gewann sie ebenfalls Gold und stellte dabei mit 1:53,50 min einen neuen olympischen Rekord auf. Für ihre Goldmedaillen wurde sie 2022 mit der Medaille des Order of Australia ausgezeichnet.
Am 22. Mai 2022 schwamm sie bei den Australischen Meisterschaften mit 3:56,40 min einen neuen Weltrekord über 400 Meter Freistil, der am 28. März 2023 von der Kanadierin Summer McIntosh auf 3:56,08 min verbessert wurde. Auf eine Teilnahme bei den Weltmeisterschaften 2022 verzichtete sie.
Bei den Weltmeisterschaften 2023 in Fukuoka gewann sie Gold über 400 Meter Freistil und stellte mit 3:55,38 min einen neuen Weltrekord auf. Summer McIntosh verbesserte diesen 2025 abermals (3:54,18 min). Mit der 4-mal-200-Meter-Freistilstaffel gewann Titmus ebenfalls Gold bei der WM 2023.
In Paris gewann sie bei den Olympischen Spielen 2024 über die 400 Meter Freistil und mit der 4-mal-200-Meter-Freistilstaffel Gold sowie über die 200 Meter und 800 Meter Freistil die Silbermedaille.